# Hans Hofmann (schilder)
Hans Hofmann (Weißenburg in Bayern, 21 maart 1880 - New York, 17 februari 1966) was een Duits-Amerikaanse schilder, die tot de abstract expressionisten wordt gerekend.

## Zijn leven

### 1886-1904
In 1886 verhuisde Johann Georg (Hans) met zijn familie naar München, waar hij zijn school- en studiejaren doorbracht. Hij was geïnteresseerd in wiskunde, wetenschap en muziek. Hij bespeelde diverse instrumenten en begon te tekenen. In 1898 ging Hofmann schilderkunst studeren bij Willi Schwarz, die hem liet kennismaken met het impressionisme. Via Schwarz leerde hij in 1903 Phillip Freudenberg kennen, die hem vanaf 1904 financieel zou ondersteunen en in staat zou stellen langdurig in Parijs te verblijven.

### 1904-1914
In Parijs bezocht Hofmann de Académie de la Grande Chaumière en de Académie Colarossi. Behalve Henri Matisse, ontmoette hij de kunstenaars Pablo Picasso, Georges Braque, Fernand Léger en Robert en Sonia Delaunay-Terk. Zijn eerste solo-expositie kreeg Hofmann in 1910 bij Galerie Paul Cassirer in Berlijn. In 1914 verbleef hij wegens familieomstandigheden in Duitsland en het uitbreken van de Eerste Wereldoorlog zorgde ervoor dat hij daar ook diende te blijven.

### 1914-1918
Hofmann werd voor militaire dienst afgekeurd en de ondersteuning door Freudenberg viel weg. Hij besloot om in zijn levensonderhoud te voorzien door een kunstopleiding in München te starten, de Schule für bildende Künste, waar hij de in Parijs opgedane avantgardistische ideeën in de praktijk kon brengen.

### 1918-1930
Na de oorlog kreeg de school internationale erkenning en studenten uit Europa en de Verenigde Staten namen les bij hem. Tussen 1922 en 1929 werden zomeracademies georganiseerd in Beieren, Joegoslavië, Italië en Frankrijk. Zelf bezocht hij nog regelmatig Parijs, maar hij schilderde niet meer. Een van zijn Amerikaanse leerlingen was Worth Ryder, die het plan opvatte Hofmann uit te nodigen gedurende de zomermaanden van 1930 naar de kunstfaculteit te komen van de Universiteit van Californië - Berkeley. Dit werd wegens succes in 1931 herhaald en Hofmann stelde zijn werk tentoon in de Havilland Hall op de universiteitscampus in Berkeley (Californië) en in het California Palace of the Legion of Honor in San Francisco.

## Leraar en kunstenaar
Door zijn werk had Hofmann grote invloed op de New Yorkse avant-garde van de jaren veertig, maar meer nog als een leraar - niet als studentenbegeleider (vrijwel niemand van de eerste generatie abstract expressionisten studeerde bij hem), maar door zijn colleges en geschriften. Niettemin had hij leerlingen, waaronder de Hongaars/Nederlandse kunstenares Sárika Góth. Clement Greenberg schreef, dat men meer van de kleuren van Matisse kon leren van Hofmann, dan van Matisse zelf, en dat niemand in Amerika "understood Cubism as thoroughly as Hofmann did". Harrison noemt Hofmann, en Arshile Gorky, "significant figures involved in but not central to" de abstract expressionistische stroming.
Net als in zijn geboorteland Duitsland begon Hofmann na aankomst in 1932 in Amerika les te geven; eerst aan de Art Students League of New York. In 1934 stichtte hij zijn eigen instituten: de Hans Hofmann School of Fine Arts in New York, en een school in Provincetown, Massachusetts. Hofmann had door zijn leeftijd (hij was 52 toen hij emigreerde, 32 jaar ouder dan Pollock) en achtergrond ervaring met beeldende problemen waar de Amerikaanse avant-garde in geïnteresseerd was, en die in de Europese schilderkunst onderzocht en gebruikt waren. Hij had Georges Braque, Pablo Picasso, Henri Matisse, Robert Delaunay e.a. gekend toen hij, van 1903 tot 1914, in Parijs verbleef. Daarnaast had Hofmann tijdens de Eerste Wereldoorlog een substantieel deel van Kandinsky's vroege, transitionele (tussen Expressionisme en abstractie) werk opgeborgen op de academie die hij in 1915 in München had opgericht. Hij bracht het fauvisme, kubisme en surrealisme met zich mee toen hij arriveerde in New York.
In zijn werk zowel als in zijn geschriften speelt de eenheid 'vorm/kleur' een centrale rol. De vormen creëren door kleuring een picturale ruimte waarin (relaties tussen) verschillende kleuren en vormen van grote betekenis zijn, elkaar afstoten/aantrekken. "One shape in relation to other shapes makes the 'expression'.".Hofmann is in zijn eigen werk Europees gebleven in de nadruk die het legt op het componeren. In de jaren veertig experimenteert Hofmann met surrealistische technieken, zoals verf direct uit de tube op het doek persen, en zijn schilderij Spring uit 1940 is het eerste schilderij gemaakt op Amerikaanse bodem waarbij de dripping-techniek is toegepast.
In 1941 verwierf Hofmann de Amerikaanse nationaliteit.
Hofmanns teksten zijn onder meer gepubliceerd in Search for the Road and Other Essays, Addison Gallery of American Art, Andover Mass., 1948.

## Musemcollecties
- Berkeley Art Museum and Pacific Film Archive, Berkeley (Californië)
- Metropolitan Museum of Art, New York
- Guggenheim Museum, New York
- Whitney Museum of American Art, New York
- Museum of Modern Art, New York
- San Francisco Museum of Modern Art
- Museum of Fine Arts, Boston
- Art Institute of Chicago, Chicago
- Von der Heydt-Museum, Wuppertal
- Germanisches Nationalmuseum, Neurenberg
- Städtische Galerie im Lenbachhaus, München
- Museum Ludwig, Keulen
- Musée de Grenoble, Grenoble
- National Gallery of Australia, Canberra
- Tel Aviv Museum of Art, Tel Aviv
- Museo Thyssen-Bornemisza, Madrid
- Tate Modern, Londen.